# John Lennon/Auszeichnungen für Musikverkäufe

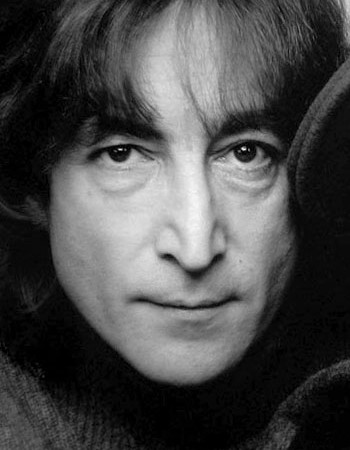
John Lennon (1980)

Dies ist eine Übersicht über die Auszeichnungen für Musikverkäufe des britischen Pop-Rock Sängers John Lennon. Die Auszeichnungen finden sich nach ihrer Art (Gold, Platin usw.), nach Staaten getrennt in chronologischer Reihenfolge, geordnet sowie nach den Tonträgern selbst, ebenfalls in chronologischer Reihenfolge, getrennt nach Medium (Alben, Singles usw.), wieder.

## Auszeichnungen
| - Vereinigtes Königreich - 1974: für das Album Walls & Bridges - 1981: für die Single Woman - 2013: für die Autorenbeteiligung Free as a Bird (The Beatles) - 2017: für das Album Power to the People: The Hits - 2019: für die Autorenbeteiligung Help! (Physisch, The Beatles) - 2020: für die Autorenbeteiligung Love Me Do (The Beatles) - 2020: für die Autorenbeteiligung Penny Lane (The Beatles) - 2021: für das Album John Lennon/Plastic Ono Band - 2021: für die Autorenbeteiligung A Hard Day’s Night (The Beatles) - 2021: für die Autorenbeteiligung Get Back (The Beatles) - 2022: für die Autorenbeteiligung Can’t Buy Me Love (The Beatles) - 2022: für die Autorenbeteiligung Eight Days a Week (The Beatles) - 2022: für die Autorenbeteiligung All You Need is Love (The Beatles) - 2023: für die Autorenbeteiligung The Long and Winding Road (The Beatles) - 2024: für die Single Jealous Guy - 2024: für die Autorenbeteiligung Hello, Goodbye (The Beatles) - 2025: für das Lied Beautiful Boy (Darling Boy) - Argentinien - 1991: für das Album The John Lennon Collection - 1997: für das Album Lennon Legend: The Very Best of John Lennon - Brasilien - 2024: für die Autorenbeteiligung Come Together (The Beatles) - 2024: für die Autorenbeteiligung Let It Be (The Beatles) - Dänemark - 1980: für das Album Double Fantasy - 2017: für das Album Power to the People: The Hits - 2020: für die Single Imagine - 2021: für die Autorenbeteiligung Let It Be (The Beatles) - 2022: für die Autorenbeteiligung Blackbird (The Beatles) - 2023: für die Autorenbeteiligung Yesterday (The Beatles) - 2023: für die Autorenbeteiligung Come Together (The Beatles) - 2024: für die Autorenbeteiligung Help! (The Beatles) - 2024: für die Autorenbeteiligung Hey Jude (The Beatles) - Deutschland - 1981: für das Album Double Fantasy - 2023: für das Album Lennon Legend: The Very Best of John Lennon - 2023: für die Single Imagine - 2023: für die Autorenbeteiligung Let It Be (The Beatles) - Frankreich - 2007: für das Videoalbum Lennon Legend - 2020: für die Autorenbeteiligung Let It Be (The Beatles) - Griechenland - 2024: für die Single Happy Xmas (War Is Over) - Irland - 2005: für das Album Working Class Hero – The Definitive Lennon - Israel - 1982: für das Album Double Fantasy - Italien - 2015: für das Album Power to the People: The Hits - 2019: für die Autorenbeteiligung Twist and Shout (The Beatles) - 2019: für die Autorenbeteiligung Yesterday (The Beatles) - 2024: für die Autorenbeteiligung Help! (The Beatles) - 2025: für das Album Imagine - Japan - 1997: für die Single (Just Like) Starting Over - 1998: für das Album Lennon Legend: The Very Best of John Lennon - 1998: für die Single Love - 2017: für die Single Happy Xmas (War Is Over) (Digital) - Kanada - 1984: für das Album Milk & Honey - 2006: für das Album Working Class Hero – The Definitive Lennon - 2014: für das Videoalbum Sweet Toronto - 2015: für das Album Icon - Neuseeland - 1981: für die Single (Just Like) Starting Over - 1981: für die Single Woman - 1998: für das Album Lennon Legend: The Very Best of John Lennon - 2021: für die Autorenbeteiligung Help! (The Beatles) - 2022: für die Autorenbeteiligung Love Me Do (The Beatles) - 2022: für die Autorenbeteiligung Yellow Submarine (The Beatles) - 2023: für die Autorenbeteiligung A Hard Day’s Night (The Beatles) - 2023: für die Autorenbeteiligung All You Need is Love (The Beatles) - 2023: für die Autorenbeteiligung Get Back (The Beatles) - 2024: für das Album Power to the People: The Hits - 2024: für die Autorenbeteiligung Penny Lane (The Beatles) - Norwegen - 1995: für das Album The John Lennon Collection - Österreich - 1994: für das Album The John Lennon Collection - 1998: für das Album Lennon Legend: The Very Best of John Lennon - Portugal - 2022: für die Single Happy Xmas (War Is Over) - 2023: für die Autorenbeteiligung Yesterday (The Beatles) - Schweiz - 2000: für das Album Lennon Legend: The Very Best of John Lennon - Spanien - 1981: für das Album Double Fantasy - 2024: für die Single Woman - 2024: für die Autorenbeteiligung I Want to Hold Your Hand (The Beatles) - 2024: für die Autorenbeteiligung Help! (The Beatles) - 2024: für die Autorenbeteiligung In My Life (The Beatles) - 2024: für die Autorenbeteiligung Blackbird (The Beatles) - Vereinigte Staaten - 1964: für die Autorenbeteiligung Can’t Buy Me Love (The Beatles) - 1964: für die Autorenbeteiligung I Feel Fine (The Beatles) - 1964: für die Autorenbeteiligung I Want to Hold Your Hand (The Beatles) - 1964: für die Autorenbeteiligung A Hard Day’s Night (The Beatles) - 1965: für die Autorenbeteiligung Eight Days a Week (The Beatles) - 1965: für die Autorenbeteiligung Help! (The Beatles) - 1965: für die Autorenbeteiligung Yesterday (The Beatles) - 1966: für die Autorenbeteiligung We Can Work it Out (The Beatles) - 1966: für die Autorenbeteiligung Nowhere Man (The Beatles) - 1966: für die Autorenbeteiligung Paperback Writer (The Beatles) - 1966: für die Autorenbeteiligung Yellow Submarine (The Beatles) - 1967: für die Autorenbeteiligung All You Need is Love (The Beatles) - 1967: für die Autorenbeteiligung Penny Lane (The Beatles) - 1967: für die Autorenbeteiligung Hello, Goodbye (The Beatles) - 1969: für die Autorenbeteiligung The Ballad of John and Yoko (The Beatles) - 1970: für die Single Instant Karma - 1971: für das Album John Lennon/Plastic Ono Band - 1973: für das Album Mind Games - 1974: für das Album Walls & Bridges - 1980: für die Single (Just Like) Starting Over - 1981: für die Single Woman - 1984: für das Album Milk & Honey - 1986: für das Videoalbum John Lennon Live in New York City - 1989: für das Album Imagine: John Lennon - 1991: für das Album Rock ’n’ Roll - 1996: für die Autorenbeteiligung Free as a Bird (The Beatles) - 1996: für die Autorenbeteiligung Real Love (The Beatles) - 1998: für das Album John Lennon Anthology - 1999: für die Autorenbeteiligung Got to Get You into My Life (The Beatles) - 2001: für das Album Live in New York City - 2014: für die Autorenbeteiligung Do You Want to Know a Secret (The Beatles) - Vereinigtes Königreich - 1974: für das Album Mind Games - 1976: für das Album Shaved Fish - 1976: für das Album Rock ’n’ Roll - 1981: für die Single (Just Like) Starting Over - 1984: für das Album Milk & Honey - 1987: für die Autorenbeteiligung Let It Be (Ferry Aid) - 1989: für das Album Imagine: John Lennon - 2005: für das Album Working Class Hero – The Definitive Lennon - 2013: für das Album Imagine - 2013: für das Videoalbum Imagine: John Lennon - 2013: für das Videoalbum Sweet Toronto - 2021: für die Autorenbeteiligung Help! (Digital, The Beatles) - 2023: für die Autorenbeteiligung I Want to Hold Your Hand (The Beatles) - 2024: für das Album GIMME SOME TRUTH. - 2024: für die Autorenbeteiligung Blackbird (The Beatles) - 2025: für die Autorenbeteiligung Yellow Submarine (The Beatles) | - Argentinien - 1991: für das Album Imagine: John Lennon - 1991: für das Album Imagine - 2003: für das Videoalbum Lennon Legend - Australien - 1980: für das Album Double Fantasy - Brasilien - 2024: für die Single Imagine - Dänemark - 2006: für das Album Working Class Hero – The Definitive Lennon - Deutschland - 2023: für die Single Happy Xmas (War Is Over) - Frankreich - 1995: für das Album The John Lennon Collection - 2001: für das Album Double Fantasy - Hongkong - 1983: für das Album Double Fantasy - Italien - 2018: für die Single Imagine - 2021: für die Autorenbeteiligung Let It Be (The Beatles) - 2021: für die Autorenbeteiligung Come Together (The Beatles) - 2024: für die Autorenbeteiligung Hey Jude (The Beatles) - Japan - 1991: für das Album Lennon - Kanada - 1996: für das Album Imagine: John Lennon - 2003: für das Album Lennon Legend: The Very Best of John Lennon - 2005: für das Videoalbum Lennon Legend - Mexiko - 2005: für das Videoalbum Lennon Legend - Neuseeland - 1981: für das Album Double Fantasy - 2021: für die Single Happy Xmas (War Is Over) - 2022: für die Autorenbeteiligung Twist and Shout (The Beatles) - 2022: für die Autorenbeteiligung Yesterday (The Beatles) - 2022: für die Autorenbeteiligung Blackbird (The Beatles) - 2023: für die Autorenbeteiligung In My Life (The Beatles) - 2024: für die Autorenbeteiligung I Want to Hold Your Hand (The Beatles) - Schweiz - 1995: für das Album Imagine: John Lennon - Spanien - 1996: für das Album The John Lennon Collection - 1997: für das Album Lennon Legend: The Very Best of John Lennon - 2024: für die Single Imagine - 2024: für die Autorenbeteiligung Yesterday (The Beatles) - 2024: für die Autorenbeteiligung Come Together (The Beatles) - 2024: für die Autorenbeteiligung Let It Be (The Beatles) - 2024: für die Autorenbeteiligung Twist and Shout (The Beatles) - 2024: für die Autorenbeteiligung Hey Jude (The Beatles) - Vereinigte Staaten - 1991: für das Album Shaved Fish - 1999: für die Autorenbeteiligung Lady Madonna (The Beatles) - 1999: für die Autorenbeteiligung The Long and Winding Road (The Beatles) - 2003: für das Videoalbum Lennon Legend - 2008: für das Album Lennon Legend: The Very Best of John Lennon - 2014: für die Autorenbeteiligung Love Me Do (The Beatles) - 2014: für die Autorenbeteiligung Please Please Me (The Beatles) - 2014: für die Autorenbeteiligung Twist and Shout (The Beatles) - Vereinigtes Königreich - 1981: für das Album Double Fantasy - 2005: für das Videoalbum Lennon Legend - 2021: für die Autorenbeteiligung Hey Jude (The Beatles) - 2021: für die Autorenbeteiligung Come Together (The Beatles) - 2022: für die Autorenbeteiligung Twist and Shout (The Beatles) - 2023: für die Autorenbeteiligung Yesterday (The Beatles) - 2023: für die Autorenbeteiligung In My Life (The Beatles) | - Australien - 2006: für das Videoalbum Lennon Legend - 2023: für die Single Happy Xmas (War Is Over) - Dänemark - 2022: für die Single Happy Xmas (War Is Over) - Europa - 2003: für das Album Lennon Legend: The Very Best of John Lennon - Italien - 2023: für die Single Happy Xmas (War Is Over) - Neuseeland - 2023: für die Autorenbeteiligung Come Together (The Beatles) - 2023: für die Autorenbeteiligung Let It Be (The Beatles) - 2023: für die Single Imagine - 2024: für die Autorenbeteiligung Hey Jude (The Beatles) - Vereinigte Staaten - 1991: für das Album Imagine - 1999: für die Autorenbeteiligung Get Back (The Beatles) - 1999: für die Autorenbeteiligung Let It Be (The Beatles) - Vereinigtes Königreich - 2023: für die Single Imagine - 2024: für die Autorenbeteiligung Let It Be (The Beatles) - Neuseeland - 1983: für das Album The John Lennon Collection - Vereinigte Staaten - 1984: für das Album Double Fantasy - 2001: für das Album The John Lennon Collection - 2021: für die Single Imagine - Vereinigtes Königreich - 1985: für das Album The John Lennon Collection - 2013: für das Album Lennon Legend: The Very Best of John Lennon - 2025: für die Single Happy Xmas (War Is Over) - Australien - 1990: für das Album The John Lennon Collection - 2003: für das Album Lennon Legend: The Very Best of John Lennon - Vereinigte Staaten - 1999: für die Autorenbeteiligung Hey Jude (The Beatles) |

## Auszeichnungen nach Alben

### John Lennon/Plastic Ono Band
| Land/Region                  | Auszeichnungen für Musikverkäufe (Land/Region, Auszeichnung, Verkäufe) | Verkäufe |
| ---------------------------- | ---------------------------------------------------------------------- | -------- |
| Vereinigte Staaten (RIAA)    | Gold                                                                   | 500.000  |
| Vereinigtes Königreich (BPI) | Silber                                                                 | 60.000   |
| Insgesamt                    | 1× Silber · 1× Gold ·                                                  | 560.000  |

### Imagine
| Land/Region                  | Auszeichnungen für Musikverkäufe (Land/Region, Auszeichnung, Verkäufe) | Verkäufe  |
| ---------------------------- | ---------------------------------------------------------------------- | --------- |
| Argentinien (CAPIF)          | Platin                                                                 | 60.000    |
| Italien (FIMI)               | Gold                                                                   | 25.000    |
| Vereinigte Staaten (RIAA)    | 2× Platin                                                              | 2.000.000 |
| Vereinigtes Königreich (BPI) | Gold                                                                   | 100.000   |
| Insgesamt                    | 2× Gold · 3× Platin ·                                                  | 2.185.000 |

### Mind Games
| Land/Region                  | Auszeichnungen für Musikverkäufe (Land/Region, Auszeichnung, Verkäufe) | Verkäufe  |
| ---------------------------- | ---------------------------------------------------------------------- | --------- |
| Vereinigte Staaten (RIAA)    | Gold                                                                   | 500.000   |
| Vereinigtes Königreich (BPI) | Gold                                                                   | 1.000.000 |
| Insgesamt                    | 2× Gold ·                                                              | 1.500.000 |

### Walls and Bridges
| Land/Region                  | Auszeichnungen für Musikverkäufe (Land/Region, Auszeichnung, Verkäufe) | Verkäufe |
| ---------------------------- | ---------------------------------------------------------------------- | -------- |
| Vereinigte Staaten (RIAA)    | Gold                                                                   | 500.000  |
| Vereinigtes Königreich (BPI) | Silber                                                                 | 60.000   |
| Insgesamt                    | 1× Silber · 1× Gold ·                                                  | 560.000  |

### Rock ’n’ Roll
| Land/Region                  | Auszeichnungen für Musikverkäufe (Land/Region, Auszeichnung, Verkäufe) | Verkäufe |
| ---------------------------- | ---------------------------------------------------------------------- | -------- |
| Vereinigte Staaten (RIAA)    | Gold                                                                   | 500.000  |
| Vereinigtes Königreich (BPI) | Gold                                                                   | 100.000  |
| Insgesamt                    | 2× Gold ·                                                              | 600.000  |

### Shaved Fish
| Land/Region                  | Auszeichnungen für Musikverkäufe (Land/Region, Auszeichnung, Verkäufe) | Verkäufe  |
| ---------------------------- | ---------------------------------------------------------------------- | --------- |
| Vereinigte Staaten (RIAA)    | Platin                                                                 | 1.000.000 |
| Vereinigtes Königreich (BPI) | Gold                                                                   | 100.000   |
| Insgesamt                    | 1× Gold · 1× Platin ·                                                  | 1.100.000 |

### Double Fantasy
| Land/Region                  | Auszeichnungen für Musikverkäufe (Land/Region, Auszeichnung, Verkäufe) | Verkäufe  |
| ---------------------------- | ---------------------------------------------------------------------- | --------- |
| Australien (ARIA)            | Platin                                                                 | 50.000    |
| Dänemark (IFPI)              | Gold                                                                   | 50.000    |
| Deutschland (BVMI)           | Gold                                                                   | 250.000   |
| Frankreich (SNEP)            | Platin                                                                 | 300.000   |
| Hongkong (IFPI/HKRIA)        | Platin                                                                 | 20.000    |
| Israel (IFPI)                | Gold                                                                   | 20.000    |
| Neuseeland (RMNZ)            | Platin                                                                 | 20.000    |
| Spanien (Promusicae)         | Gold                                                                   | 50.000    |
| Vereinigte Staaten (RIAA)    | 3× Platin                                                              | 3.000.000 |
| Vereinigtes Königreich (BPI) | Platin                                                                 | 300.000   |
| Insgesamt                    | 4× Gold · 8× Platin ·                                                  | 4.060.000 |

### The John Lennon Collection
| Land/Region                  | Auszeichnungen für Musikverkäufe (Land/Region, Auszeichnung, Verkäufe) | Verkäufe  |
| ---------------------------- | ---------------------------------------------------------------------- | --------- |
| Argentinien (CAPIF)          | Gold                                                                   | 30.000    |
| Australien (ARIA)            | 4× Platin                                                              | 280.000   |
| Frankreich (SNEP)            | Platin                                                                 | 300.000   |
| Neuseeland (RMNZ)            | 3× Platin                                                              | 60.000    |
| Norwegen (IFPI)              | Gold                                                                   | 25.000    |
| Österreich (IFPI)            | Gold                                                                   | 25.000    |
| Spanien (Promusicae)         | Platin                                                                 | 100.000   |
| Vereinigte Staaten (RIAA)    | 3× Platin                                                              | 3.000.000 |
| Vereinigtes Königreich (BPI) | 3× Platin                                                              | 900.000   |
| Insgesamt                    | 3× Gold · 15× Platin ·                                                 | 4.720.000 |

### Milk and Honey
| Land/Region                  | Auszeichnungen für Musikverkäufe (Land/Region, Auszeichnung, Verkäufe) | Verkäufe |
| ---------------------------- | ---------------------------------------------------------------------- | -------- |
| Kanada (MC)                  | Gold                                                                   | 50.000   |
| Vereinigte Staaten (RIAA)    | Gold                                                                   | 500.000  |
| Vereinigtes Königreich (BPI) | Gold                                                                   | 100.000  |
| Insgesamt                    | 3× Gold ·                                                              | 650.000  |

### Live in New York City
| Land/Region               | Auszeichnungen für Musikverkäufe (Land/Region, Auszeichnung, Verkäufe) | Verkäufe |
| ------------------------- | ---------------------------------------------------------------------- | -------- |
| Vereinigte Staaten (RIAA) | Gold                                                                   | 500.000  |
| Insgesamt                 | 1× Gold ·                                                              | 500.000  |

### Imagine: John Lennon
| Land/Region                  | Auszeichnungen für Musikverkäufe (Land/Region, Auszeichnung, Verkäufe) | Verkäufe |
| ---------------------------- | ---------------------------------------------------------------------- | -------- |
| Argentinien (CAPIF)          | Platin                                                                 | 60.000   |
| Schweiz (IFPI)               | Platin                                                                 | 50.000   |
| Vereinigte Staaten (RIAA)    | Gold                                                                   | 500.000  |
| Vereinigtes Königreich (BPI) | Gold                                                                   | 100.000  |
| Insgesamt                    | 2× Gold · 2× Platin ·                                                  | 710.000  |

### Lennon
| Land/Region  | Auszeichnungen für Musikverkäufe (Land/Region, Auszeichnung, Verkäufe) | Verkäufe |
| ------------ | ---------------------------------------------------------------------- | -------- |
| Japan (RIAJ) | Platin                                                                 | 200.000  |
| Insgesamt    | 1× Platin ·                                                            | 200.000  |

### Lennon Legend: The Very Best of John Lennon
| Land/Region                  | Auszeichnungen für Musikverkäufe (Land/Region, Auszeichnung, Verkäufe) | Verkäufe  |
| ---------------------------- | ---------------------------------------------------------------------- | --------- |
| Argentinien (CAPIF)          | Gold                                                                   | 30.000    |
| Australien (ARIA)            | 4× Platin                                                              | 280.000   |
| Deutschland (BVMI)           | Gold                                                                   | 250.000   |
| Europa (IFPI)                | 2× Platin                                                              | 2.000.000 |
| Japan (RIAJ)                 | Gold                                                                   | 100.000   |
| Kanada (MC)                  | Platin                                                                 | 100.000   |
| Neuseeland (RMNZ)            | Gold                                                                   | 7.500     |
| Österreich (IFPI)            | Gold                                                                   | (25.000)  |
| Schweiz (IFPI)               | Gold                                                                   | (25.000)  |
| Spanien (Promusicae)         | Platin                                                                 | (100.000) |
| Vereinigte Staaten (RIAA)    | Platin                                                                 | 1.000.000 |
| Vereinigtes Königreich (BPI) | 3× Platin                                                              | (900.000) |
| Insgesamt                    | 6× Gold · 12× Platin ·                                                 | 3.517.500 |

### John Lennon Anthology
| Land/Region               | Auszeichnungen für Musikverkäufe (Land/Region, Auszeichnung, Verkäufe) | Verkäufe |
| ------------------------- | ---------------------------------------------------------------------- | -------- |
| Vereinigte Staaten (RIAA) | Gold                                                                   | 500.000  |
| Insgesamt                 | 1× Gold ·                                                              | 500.000  |

### Working Class Hero: The Definitive Lennon
| Land/Region                  | Auszeichnungen für Musikverkäufe (Land/Region, Auszeichnung, Verkäufe) | Verkäufe |
| ---------------------------- | ---------------------------------------------------------------------- | -------- |
| Dänemark (IFPI)              | Platin                                                                 | 40.000   |
| Irland (IRMA)                | Gold                                                                   | 7.500    |
| Kanada (MC)                  | Gold                                                                   | 50.000   |
| Vereinigtes Königreich (BPI) | Gold                                                                   | 100.000  |
| Insgesamt                    | 3× Gold · 1× Platin ·                                                  | 197.500  |

### Power to the People: The Hits
| Land/Region                  | Auszeichnungen für Musikverkäufe (Land/Region, Auszeichnung, Verkäufe) | Verkäufe |
| ---------------------------- | ---------------------------------------------------------------------- | -------- |
| Dänemark (IFPI)              | Gold                                                                   | 15.000   |
| Italien (FIMI)               | Gold                                                                   | 25.000   |
| Neuseeland (RMNZ)            | Gold                                                                   | 7.500    |
| Vereinigtes Königreich (BPI) | Silber                                                                 | 60.000   |
| Insgesamt                    | 1× Silber · 5× Gold ·                                                  | 107.500  |

### Icon
| Land/Region | Auszeichnungen für Musikverkäufe (Land/Region, Auszeichnung, Verkäufe) | Verkäufe |
| ----------- | ---------------------------------------------------------------------- | -------- |
| Kanada (MC) | Gold                                                                   | 40.000   |
| Insgesamt   | 1× Gold ·                                                              | 40.000   |

### GIMME SOME TRUTH.
| Land/Region                  | Auszeichnungen für Musikverkäufe (Land/Region, Auszeichnung, Verkäufe) | Verkäufe |
| ---------------------------- | ---------------------------------------------------------------------- | -------- |
| Vereinigtes Königreich (BPI) | Gold                                                                   | 100.000  |
| Insgesamt                    | 1× Gold ·                                                              | 100.000  |

## Auszeichnungen nach Singles

### Instant Karma!
| Land/Region               | Auszeichnungen für Musikverkäufe (Land/Region, Auszeichnung, Verkäufe) | Verkäufe  |
| ------------------------- | ---------------------------------------------------------------------- | --------- |
| Vereinigte Staaten (RIAA) | Gold                                                                   | 1.000.000 |
| Insgesamt                 | 1× Gold ·                                                              | 1.000.000 |

### Imagine
| Land/Region                  | Auszeichnungen für Musikverkäufe (Land/Region, Auszeichnung, Verkäufe) | Verkäufe  |
| ---------------------------- | ---------------------------------------------------------------------- | --------- |
| Brasilien (PMB)              | Platin                                                                 | 60.000    |
| Dänemark (IFPI)              | Gold                                                                   | 45.000    |
| Deutschland (BVMI)           | Gold                                                                   | 250.000   |
| Italien (FIMI)               | Platin                                                                 | 50.000    |
| Neuseeland (RMNZ)            | 2× Platin                                                              | 60.000    |
| Spanien (Promusicae)         | Platin                                                                 | 60.000    |
| Vereinigte Staaten (RIAA)    | 3× Platin                                                              | 3.000.000 |
| Vereinigtes Königreich (BPI) | 2× Platin                                                              | 1.790.492 |
| Insgesamt                    | 2× Gold · 10× Platin ·                                                 | 5.315.492 |

### Happy Xmas (War Is Over)
| Land/Region                  | Auszeichnungen für Musikverkäufe (Land/Region, Auszeichnung, Verkäufe) | Verkäufe  |
| ---------------------------- | ---------------------------------------------------------------------- | --------- |
| Australien (ARIA)            | 2× Platin                                                              | 140.000   |
| Dänemark (IFPI)              | 2× Platin                                                              | 180.000   |
| Deutschland (BVMI)           | Platin                                                                 | 500.000   |
| Griechenland (IFPI)          | Gold                                                                   | 10.000    |
| Italien (FIMI)               | 2× Platin                                                              | 200.000   |
| Japan (RIAJ)                 | Gold                                                                   | 100.000   |
| Neuseeland (RMNZ)            | Platin                                                                 | 30.000    |
| Portugal (AFP)               | Gold                                                                   | 5.000     |
| Vereinigtes Königreich (BPI) | 3× Platin                                                              | 1.800.000 |
| Insgesamt                    | 3× Gold · 11× Platin ·                                                 | 2.965.000 |

### (Just Like) Starting Over
| Land/Region                  | Auszeichnungen für Musikverkäufe (Land/Region, Auszeichnung, Verkäufe) | Verkäufe  |
| ---------------------------- | ---------------------------------------------------------------------- | --------- |
| Japan (RIAJ)                 | Gold                                                                   | 100.000   |
| Neuseeland (RMNZ)            | Gold                                                                   | 5.000     |
| Vereinigte Staaten (RIAA)    | Gold                                                                   | 1.000.000 |
| Vereinigtes Königreich (BPI) | Gold                                                                   | 400.000   |
| Insgesamt                    | 4× Gold ·                                                              | 1.505.000 |

### Woman
| Land/Region                  | Auszeichnungen für Musikverkäufe (Land/Region, Auszeichnung, Verkäufe) | Verkäufe  |
| ---------------------------- | ---------------------------------------------------------------------- | --------- |
| Neuseeland (RMNZ)            | Gold                                                                   | 5.000     |
| Spanien (Promusicae)         | Gold                                                                   | 30.000    |
| Vereinigte Staaten (RIAA)    | Gold                                                                   | 1.000.000 |
| Vereinigtes Königreich (BPI) | Silber                                                                 | 200.000   |
| Insgesamt                    | 1× Silber · 3× Gold ·                                                  | 1.235.000 |

### Love
| Land/Region  | Auszeichnungen für Musikverkäufe (Land/Region, Auszeichnung, Verkäufe) | Verkäufe |
| ------------ | ---------------------------------------------------------------------- | -------- |
| Japan (RIAJ) | Gold                                                                   | 100.000  |
| Insgesamt    | 1× Gold ·                                                              | 100.000  |

### Jealous Guy
| Land/Region                  | Auszeichnungen für Musikverkäufe (Land/Region, Auszeichnung, Verkäufe) | Verkäufe |
| ---------------------------- | ---------------------------------------------------------------------- | -------- |
| Vereinigtes Königreich (BPI) | Silber                                                                 | 200.000  |
| Insgesamt                    | 1× Silber ·                                                            | 200.000  |

## Auszeichnungen nach Lieder

### Beautiful Boy (Darling Boy)
| Land/Region                  | Auszeichnungen für Musikverkäufe (Land/Region, Auszeichnung, Verkäufe) | Verkäufe |
| ---------------------------- | ---------------------------------------------------------------------- | -------- |
| Vereinigtes Königreich (BPI) | Silber                                                                 | 200.000  |
| Insgesamt                    | 1× Silber ·                                                            | 200.000  |

## Auszeichnungen nach Autorenbeteiligungen

### Love Me Do(The Beatles)
| Land/Region                  | Auszeichnungen für Musikverkäufe (Land/Region, Auszeichnung, Verkäufe) | Verkäufe  |
| ---------------------------- | ---------------------------------------------------------------------- | --------- |
| Neuseeland (RMNZ)            | Gold                                                                   | 15.000    |
| Vereinigte Staaten (RIAA)    | Platin                                                                 | 1.000.000 |
| Vereinigtes Königreich (BPI) | Silber                                                                 | 200.000   |
| Insgesamt                    | 1× Silber · 1× Gold · 1× Platin ·                                      | 1.215.000 |

### I Want to Hold Your Hand(The Beatles)
| Land/Region                  | Auszeichnungen für Musikverkäufe (Land/Region, Auszeichnung, Verkäufe) | Verkäufe  |
| ---------------------------- | ---------------------------------------------------------------------- | --------- |
| Neuseeland (RMNZ)            | Platin                                                                 | 30.000    |
| Spanien (Promusicae)         | Gold                                                                   | 30.000    |
| Vereinigte Staaten (RIAA)    | Gold                                                                   | 4.900.000 |
| Vereinigtes Königreich (BPI) | Gold                                                                   | 1.820.000 |
| Insgesamt                    | 3× Gold · 1× Platin ·                                                  | 6.780.000 |

### Please Please Me(The Beatles)
| Land/Region               | Auszeichnungen für Musikverkäufe (Land/Region, Auszeichnung, Verkäufe) | Verkäufe  |
| ------------------------- | ---------------------------------------------------------------------- | --------- |
| Vereinigte Staaten (RIAA) | Platin                                                                 | 1.000.000 |
| Insgesamt                 | 1× Platin ·                                                            | 1.000.000 |

### Twist and Shout(The Beatles)
| Land/Region                  | Auszeichnungen für Musikverkäufe (Land/Region, Auszeichnung, Verkäufe) | Verkäufe  |
| ---------------------------- | ---------------------------------------------------------------------- | --------- |
| Italien (FIMI)               | Gold                                                                   | 25.000    |
| Neuseeland (RMNZ)            | Platin                                                                 | 30.000    |
| Spanien (Promusicae)         | Platin                                                                 | 60.000    |
| Vereinigte Staaten (RIAA)    | Platin                                                                 | 1.000.000 |
| Vereinigtes Königreich (BPI) | Platin                                                                 | 600.000   |
| Insgesamt                    | 1× Gold · 4× Platin ·                                                  | 1.715.000 |

### Can’t Buy Me Love(The Beatles)
| Land/Region                  | Auszeichnungen für Musikverkäufe (Land/Region, Auszeichnung, Verkäufe) | Verkäufe  |
| ---------------------------- | ---------------------------------------------------------------------- | --------- |
| Vereinigte Staaten (RIAA)    | Gold                                                                   | 2.100.000 |
| Vereinigtes Königreich (BPI) | Silber                                                                 | 1.570.000 |
| Insgesamt                    | 1× Silber · 1× Gold ·                                                  | 3.670.000 |

### Do You Want to Know a Secret(The Beatles)
| Land/Region               | Auszeichnungen für Musikverkäufe (Land/Region, Auszeichnung, Verkäufe) | Verkäufe  |
| ------------------------- | ---------------------------------------------------------------------- | --------- |
| Vereinigte Staaten (RIAA) | Gold                                                                   | 1.000.000 |
| Insgesamt                 | 1× Gold ·                                                              | 1.000.000 |

### A Hard Day’s Night(The Beatles)
| Land/Region                  | Auszeichnungen für Musikverkäufe (Land/Region, Auszeichnung, Verkäufe) | Verkäufe  |
| ---------------------------- | ---------------------------------------------------------------------- | --------- |
| Neuseeland (RMNZ)            | Gold                                                                   | 15.000    |
| Vereinigte Staaten (RIAA)    | Gold                                                                   | 1.000.000 |
| Vereinigtes Königreich (BPI) | Silber                                                                 | 1.000.000 |
| Insgesamt                    | 1× Silber · 2× Gold ·                                                  | 2.015.000 |

### I Feel Fine(The Beatles)
| Land/Region                  | Auszeichnungen für Musikverkäufe (Land/Region, Auszeichnung, Verkäufe) | Verkäufe  |
| ---------------------------- | ---------------------------------------------------------------------- | --------- |
| Vereinigte Staaten (RIAA)    | Gold                                                                   | 1.000.000 |
| Vereinigtes Königreich (BPI) | —                                                                      | 1.440.000 |
| Insgesamt                    | 1× Gold ·                                                              | 2.440.000 |

### Eight Days a Week(The Beatles)
| Land/Region                  | Auszeichnungen für Musikverkäufe (Land/Region, Auszeichnung, Verkäufe) | Verkäufe  |
| ---------------------------- | ---------------------------------------------------------------------- | --------- |
| Vereinigte Staaten (RIAA)    | Gold                                                                   | 1.000.000 |
| Vereinigtes Königreich (BPI) | Silber                                                                 | 200.000   |
| Insgesamt                    | 1× Silber · 1× Gold ·                                                  | 1.200.000 |

### Help!(The Beatles)
| Land/Region                  | Auszeichnungen für Musikverkäufe (Land/Region, Auszeichnung, Verkäufe) | Verkäufe  |
| ---------------------------- | ---------------------------------------------------------------------- | --------- |
| Dänemark (IFPI)              | Gold                                                                   | 45.000    |
| Italien (FIMI)               | Gold                                                                   | 50.000    |
| Neuseeland (RMNZ)            | Gold                                                                   | 15.000    |
| Spanien (Promusicae)         | Gold                                                                   | 30.000    |
| Vereinigte Staaten (RIAA)    | Gold                                                                   | 1.000.000 |
| Vereinigtes Königreich (BPI) | Silber (Physisch) · + Gold (Digital)                                   | 1.200.000 |
| Insgesamt                    | 1× Silber · 6× Gold ·                                                  | 2.340.000 |

### Yesterday(The Beatles)
| Land/Region                  | Auszeichnungen für Musikverkäufe (Land/Region, Auszeichnung, Verkäufe) | Verkäufe  |
| ---------------------------- | ---------------------------------------------------------------------- | --------- |
| Dänemark (IFPI)              | Gold                                                                   | 45.000    |
| Italien (FIMI)               | Gold                                                                   | 25.000    |
| Neuseeland (RMNZ)            | Platin                                                                 | 30.000    |
| Portugal (AFP)               | Gold                                                                   | 5.000     |
| Spanien (Promusicae)         | Platin                                                                 | 60.000    |
| Vereinigte Staaten (RIAA)    | Gold                                                                   | 1.800.000 |
| Vereinigtes Königreich (BPI) | Platin                                                                 | 600.000   |
| Insgesamt                    | 4× Gold · 3× Platin ·                                                  | 2.565.000 |

### We Can Work It Out(The Beatles)
| Land/Region                  | Auszeichnungen für Musikverkäufe (Land/Region, Auszeichnung, Verkäufe) | Verkäufe  |
| ---------------------------- | ---------------------------------------------------------------------- | --------- |
| Vereinigte Staaten (RIAA)    | Gold                                                                   | 1.000.000 |
| Vereinigtes Königreich (BPI) | —                                                                      | 1.420.000 |
| Insgesamt                    | 1× Gold ·                                                              | 2.420.000 |

### In My Life(The Beatles)
| Land/Region                  | Auszeichnungen für Musikverkäufe (Land/Region, Auszeichnung, Verkäufe) | Verkäufe |
| ---------------------------- | ---------------------------------------------------------------------- | -------- |
| Neuseeland (RMNZ)            | Platin                                                                 | 30.000   |
| Spanien (Promusicae)         | Gold                                                                   | 30.000   |
| Vereinigtes Königreich (BPI) | Platin                                                                 | 600.000  |
| Insgesamt                    | 1× Gold · 2× Platin ·                                                  | 660.000  |

### Nowhere Man(The Beatles)
| Land/Region               | Auszeichnungen für Musikverkäufe (Land/Region, Auszeichnung, Verkäufe) | Verkäufe  |
| ------------------------- | ---------------------------------------------------------------------- | --------- |
| Vereinigte Staaten (RIAA) | Gold                                                                   | 1.000.000 |
| Insgesamt                 | 1× Gold ·                                                              | 1.000.000 |

### Paperback Writer(The Beatles)
| Land/Region                  | Auszeichnungen für Musikverkäufe (Land/Region, Auszeichnung, Verkäufe) | Verkäufe  |
| ---------------------------- | ---------------------------------------------------------------------- | --------- |
| Vereinigte Staaten (RIAA)    | Gold                                                                   | 1.000.000 |
| Vereinigtes Königreich (BPI) | —                                                                      | 500.000   |
| Insgesamt                    | 1× Gold ·                                                              | 1.500.000 |

### Yellow Submarine(The Beatles)
| Land/Region                  | Auszeichnungen für Musikverkäufe (Land/Region, Auszeichnung, Verkäufe) | Verkäufe  |
| ---------------------------- | ---------------------------------------------------------------------- | --------- |
| Neuseeland (RMNZ)            | Gold                                                                   | 15.000    |
| Vereinigte Staaten (RIAA)    | Gold                                                                   | 1.200.000 |
| Vereinigtes Königreich (BPI) | Gold                                                                   | 400.000   |
| Insgesamt                    | 3× Gold ·                                                              | 1.615.000 |

### Penny Lane(The Beatles)
| Land/Region                  | Auszeichnungen für Musikverkäufe (Land/Region, Auszeichnung, Verkäufe) | Verkäufe  |
| ---------------------------- | ---------------------------------------------------------------------- | --------- |
| Neuseeland (RMNZ)            | Gold                                                                   | 15.000    |
| Vereinigte Staaten (RIAA)    | Gold                                                                   | 1.500.000 |
| Vereinigtes Königreich (BPI) | Silber                                                                 | 500.000   |
| Insgesamt                    | 1× Silber · 2× Gold ·                                                  | 2.015.000 |

### All You Need Is Love(The Beatles)
| Land/Region                  | Auszeichnungen für Musikverkäufe (Land/Region, Auszeichnung, Verkäufe) | Verkäufe  |
| ---------------------------- | ---------------------------------------------------------------------- | --------- |
| Neuseeland (RMNZ)            | Gold                                                                   | 15.000    |
| Vereinigte Staaten (RIAA)    | Gold                                                                   | 1.000.000 |
| Vereinigtes Königreich (BPI) | Silber                                                                 | 500.000   |
| Insgesamt                    | 1× Silber · 2× Gold ·                                                  | 1.515.000 |

### Hello, Goodbye(The Beatles)
| Land/Region                  | Auszeichnungen für Musikverkäufe (Land/Region, Auszeichnung, Verkäufe) | Verkäufe  |
| ---------------------------- | ---------------------------------------------------------------------- | --------- |
| Vereinigte Staaten (RIAA)    | Gold                                                                   | 1.000.000 |
| Vereinigtes Königreich (BPI) | Silber                                                                 | 500.000   |
| Insgesamt                    | 1× Silber · 1× Gold ·                                                  | 1.500.000 |

### Lady Madonna(The Beatles)
| Land/Region                  | Auszeichnungen für Musikverkäufe (Land/Region, Auszeichnung, Verkäufe) | Verkäufe  |
| ---------------------------- | ---------------------------------------------------------------------- | --------- |
| Vereinigte Staaten (RIAA)    | Platin                                                                 | 1.000.000 |
| Vereinigtes Königreich (BPI) | —                                                                      | 250.000   |
| Insgesamt                    | 1× Platin ·                                                            | 1.250.000 |

### Hey Jude(The Beatles)
| Land/Region                  | Auszeichnungen für Musikverkäufe (Land/Region, Auszeichnung, Verkäufe) | Verkäufe  |
| ---------------------------- | ---------------------------------------------------------------------- | --------- |
| Dänemark (IFPI)              | Gold                                                                   | 45.000    |
| Italien (FIMI)               | Platin                                                                 | 100.000   |
| Kanada (MC)                  | —                                                                      | 300.000   |
| Neuseeland (RMNZ)            | 2× Platin                                                              | 60.000    |
| Spanien (Promusicae)         | Platin                                                                 | 60.000    |
| Vereinigte Staaten (RIAA)    | 4× Platin                                                              | 4.000.000 |
| Vereinigtes Königreich (BPI) | Platin                                                                 | 1.100.000 |
| Insgesamt                    | 1× Gold · 9× Platin ·                                                  | 5.665.000 |

### Get Back(The Beatles)
| Land/Region                  | Auszeichnungen für Musikverkäufe (Land/Region, Auszeichnung, Verkäufe) | Verkäufe  |
| ---------------------------- | ---------------------------------------------------------------------- | --------- |
| Neuseeland (RMNZ)            | Gold                                                                   | 15.000    |
| Vereinigte Staaten (RIAA)    | 2× Platin                                                              | 2.000.000 |
| Vereinigtes Königreich (BPI) | Silber                                                                 | 530.000   |
| Insgesamt                    | 1× Silber · 1× Gold · 2× Platin ·                                      | 2.545.000 |

### The Ballad of John and Yoko(The Beatles)
| Land/Region                  | Auszeichnungen für Musikverkäufe (Land/Region, Auszeichnung, Verkäufe) | Verkäufe  |
| ---------------------------- | ---------------------------------------------------------------------- | --------- |
| Vereinigte Staaten (RIAA)    | Gold                                                                   | 1.250.000 |
| Vereinigtes Königreich (BPI) | —                                                                      | 300.000   |
| Insgesamt                    | 1× Gold ·                                                              | 1.550.000 |

### Come Together(The Beatles)
| Land/Region                  | Auszeichnungen für Musikverkäufe (Land/Region, Auszeichnung, Verkäufe) | Verkäufe |
| ---------------------------- | ---------------------------------------------------------------------- | -------- |
| Brasilien (PMB)              | Gold                                                                   | 30.000   |
| Dänemark (IFPI)              | Gold                                                                   | 45.000   |
| Italien (FIMI)               | Platin                                                                 | 70.000   |
| Neuseeland (RMNZ)            | 2× Platin                                                              | 60.000   |
| Spanien (Promusicae)         | Platin                                                                 | 60.000   |
| Vereinigtes Königreich (BPI) | Platin                                                                 | 600.000  |
| Insgesamt                    | 2× Gold · 5× Platin ·                                                  | 855.000  |

### Let It Be(The Beatles)
| Land/Region                  | Auszeichnungen für Musikverkäufe (Land/Region, Auszeichnung, Verkäufe) | Verkäufe                                |
| ---------------------------- | ---------------------------------------------------------------------- | --------------------------------------- |
| Brasilien (PMB)              | Gold                                                                   | 30.000                                  |
| Dänemark (IFPI)              | Gold                                                                   | 45.000                                  |
| Deutschland (BVMI)           | Gold                                                                   | 250.000                                 |
| Frankreich (SNEP)            | Gold                                                                   | 100.000                                 |
| Italien (FIMI)               | Platin                                                                 | 70.000                                  |
| Neuseeland (RMNZ)            | 2× Platin                                                              | 60.000                                  |
| Spanien (Promusicae)         | Platin                                                                 | 60.000                                  |
| Vereinigte Staaten (RIAA)    | 2× Platin                                                              | 2.000.000                               |
| Vereinigtes Königreich (BPI) | 2× Platin (Download)                                                   | 250.000 (Original) 1.200.000 (Download) |
| Insgesamt                    | 4× Gold · 8× Platin ·                                                  | 4.065.000                               |

### The Long and Winding Road(The Beatles)
| Land/Region                  | Auszeichnungen für Musikverkäufe (Land/Region, Auszeichnung, Verkäufe) | Verkäufe  |
| ---------------------------- | ---------------------------------------------------------------------- | --------- |
| Vereinigte Staaten (RIAA)    | Platin                                                                 | 1.200.000 |
| Vereinigtes Königreich (BPI) | Silber                                                                 | 200.000   |
| Insgesamt                    | 1× Silber · 1× Platin ·                                                | 1.400.000 |

### Got to Get You into My Life(The Beatles)
| Land/Region               | Auszeichnungen für Musikverkäufe (Land/Region, Auszeichnung, Verkäufe) | Verkäufe |
| ------------------------- | ---------------------------------------------------------------------- | -------- |
| Vereinigte Staaten (RIAA) | Gold                                                                   | 500.000  |
| Insgesamt                 | 1× Gold ·                                                              | 500.000  |

### Let It Be(Ferry Aid)
| Land/Region                  | Auszeichnungen für Musikverkäufe (Land/Region, Auszeichnung, Verkäufe) | Verkäufe |
| ---------------------------- | ---------------------------------------------------------------------- | -------- |
| Vereinigtes Königreich (BPI) | Gold                                                                   | 400.000  |
| Insgesamt                    | 1× Gold ·                                                              | 400.000  |

### Free as a Bird(The Beatles)
| Land/Region                  | Auszeichnungen für Musikverkäufe (Land/Region, Auszeichnung, Verkäufe) | Verkäufe |
| ---------------------------- | ---------------------------------------------------------------------- | -------- |
| Vereinigte Staaten (RIAA)    | Gold                                                                   | 500.000  |
| Vereinigtes Königreich (BPI) | Silber                                                                 | 200.000  |
| Insgesamt                    | 1× Silber · 1× Gold ·                                                  | 700.000  |

### Real Love(The Beatles)
| Land/Region               | Auszeichnungen für Musikverkäufe (Land/Region, Auszeichnung, Verkäufe) | Verkäufe |
| ------------------------- | ---------------------------------------------------------------------- | -------- |
| Vereinigte Staaten (RIAA) | Gold                                                                   | 500.000  |
| Insgesamt                 | 1× Gold ·                                                              | 500.000  |

### Blackbird(The Beatles)
| Land/Region                  | Auszeichnungen für Musikverkäufe (Land/Region, Auszeichnung, Verkäufe) | Verkäufe |
| ---------------------------- | ---------------------------------------------------------------------- | -------- |
| Dänemark (IFPI)              | Gold                                                                   | 45.000   |
| Neuseeland (RMNZ)            | Platin                                                                 | 30.000   |
| Spanien (Promusicae)         | Gold                                                                   | 30.000   |
| Vereinigtes Königreich (BPI) | Gold                                                                   | 400.000  |
| Insgesamt                    | 3× Gold · 1× Platin ·                                                  | 505.000  |

## Auszeichnungen nach Videoalben

### John Lennon Live in New York City
| Land/Region               | Auszeichnungen für Musikverkäufe (Land/Region, Auszeichnung, Verkäufe) | Verkäufe |
| ------------------------- | ---------------------------------------------------------------------- | -------- |
| Vereinigte Staaten (RIAA) | Gold                                                                   | 50.000   |
| Insgesamt                 | 1× Gold ·                                                              | 50.000   |

### Sweet Toronto
| Land/Region                  | Auszeichnungen für Musikverkäufe (Land/Region, Auszeichnung, Verkäufe) | Verkäufe |
| ---------------------------- | ---------------------------------------------------------------------- | -------- |
| Kanada (MC)                  | Gold                                                                   | 5.000    |
| Vereinigtes Königreich (BPI) | Gold                                                                   | 25.000   |
| Insgesamt                    | 2× Gold ·                                                              | 30.000   |

### Imagine: John Lennon
| Land/Region                  | Auszeichnungen für Musikverkäufe (Land/Region, Auszeichnung, Verkäufe) | Verkäufe |
| ---------------------------- | ---------------------------------------------------------------------- | -------- |
| Vereinigtes Königreich (BPI) | Gold                                                                   | 25.000   |
| Insgesamt                    | 1× Gold ·                                                              | 25.000   |

### Lennon Legend
| Land/Region                  | Auszeichnungen für Musikverkäufe (Land/Region, Auszeichnung, Verkäufe) | Verkäufe |
| ---------------------------- | ---------------------------------------------------------------------- | -------- |
| Argentinien (CAPIF)          | Platin                                                                 | 8.000    |
| Australien (ARIA)            | 2× Platin                                                              | 30.000   |
| Frankreich (SNEP)            | Gold                                                                   | 10.000   |
| Kanada (MC)                  | Platin                                                                 | 10.000   |
| Mexiko (AMPROFON)            | Platin                                                                 | 20.000   |
| Vereinigte Staaten (RIAA)    | Platin                                                                 | 100.000  |
| Vereinigtes Königreich (BPI) | Platin                                                                 | 50.000   |
| Insgesamt                    | 1× Gold · 7× Platin ·                                                  | 238.000  |

## Statistik und Quellen
| Land/RegionAuszeichnungen für Musikverkäufe (Land/Region, Auszeichnungen, Verkäufe, Quellen) | Silber       | Gold         | Platin         | Verkäufe   | Quellen |
| -------------------------------------------------------------------------------------------- | ------------ | ------------ | -------------- | ---------- | --- |
| Argentinien (CAPIF)                                                                          | —            | 2× Gold2     | 3× Platin3     | 188.000    | capif.org.ar (Memento vom 31. Mai 2011 im Internet Archive) AR2 (Memento vom 6. Juli 2011 im Internet Archive) |
| Australien (ARIA)                                                                            | —            | —            | 13× Platin13   | 780.000    | aria.com.au |
| Brasilien (PMB)                                                                              | —            | 2× Gold2     | Platin1        | 120.000    | pro-musicabr.org.br                                                                                            |
| Dänemark (IFPI)                                                                              | —            | 9× Gold9     | 3× Platin3     | 600.000    | ifpi.dk |
| Deutschland (BVMI)                                                                           | —            | 4× Gold4     | Platin1        | 1.500.000  | musikindustrie.de                                                                                              |
| Europa (IFPI)                                                                                | —            | —            | 2× Platin2     | 2.000.000  | ifpi.org (Memento vom 1. Januar 2014 im Internet Archive)                                                      |
| Frankreich (SNEP)                                                                            | —            | 2× Gold2     | 2× Platin2     | 710.000    | infodisc.fr |
| Griechenland (IFPI)                                                                          | —            | Gold1        | —              | 10.000     | Einzelnachweise                                                                                                |
| Hongkong (IFPI/HKRIA)                                                                        | —            | —            | Platin1        | 20.000     | ifpihk.org |
| Irland (IRMA)                                                                                | —            | Gold1        | —              | 7.500      | irishcharts.ie                                                                                                 |
| Israel (IFPI)                                                                                | —            | Gold1        | —              | 20.000     | Einzelnachweise                                                                                                |
| Italien (FIMI)                                                                               | —            | 5× Gold5     | 6× Platin6     | 630.000    | fimi.it |
| Japan (RIAJ)                                                                                 | —            | 4× Gold4     | Platin1        | 600.000    | riaj.or.jp JP2                                                                                                 |
| Kanada (MC)                                                                                  | —            | 4× Gold4     | 3× Platin3     | 555.000    | musiccanada.com                                                                                                |
| Mexiko (AMPROFON)                                                                            | —            | —            | Platin1        | 20.000     | Einzelnachweise                                                                                                |
| Neuseeland (RMNZ)                                                                            | —            | 11× Gold11   | 18× Platin18   | 630.000    | aotearoamusiccharts.co.nz NZ2 NZ3                                                                              |
| Norwegen (IFPI)                                                                              | —            | Gold1        | —              | 25.000     | ifpi.no (Memento vom 5. November 2012 im Internet Archive)                                                     |
| Österreich (IFPI)                                                                            | —            | 2× Gold2     | —              | 50.000     | ifpi.at |
| Portugal (AFP)                                                                               | —            | 2× Gold2     | —              | 10.000     | Einzelnachweise                                                                                                |
| Schweiz (IFPI)                                                                               | —            | Gold1        | Platin1        | 75.000     | hitparade.ch                                                                                                   |
| Spanien (Promusicae)                                                                         | —            | 6× Gold6     | 8× Platin8     | 760.000    | elportaldemusica.es ES2                                                                                        |
| Vereinigte Staaten (RIAA)                                                                    | —            | 31× Gold31   | 27× Platin27   | 58.100.000 | riaa.com |
| Vereinigtes Königreich (BPI)                                                                 | 16× Silber16 | 16× Gold16   | 20× Platin20   | 26.750.492 | bpi.co.uk |
| Insgesamt                                                                                    | 16× Silber16 | 105× Gold105 | 111× Platin111 |            | |